# ویولا کالیگاریس
ویولا کالیگاریس (انگلیسی: Viola Calligaris؛ زادهٔ ۱۷ مارس ۱۹۹۶) بازیکن فوتبال اهل سوئیس است.
از باشگاه‌هایی که در آن بازی کرده است می‌توان به باشگاه فوتبال اتلتیکو مادرید و باشگاه فوتبال زنان اتلتیکو مادرید اشاره کرد.
وی همچنین در تیم‌های ملی فوتبال زیر ۱۷ سال، زیر ۱۹ سال بزرگسالان و زنان سوئیس بازی کرده است.

## دوران باشگاهی
ویویلا کالیگاریس فعالیت حرفه‌ای خود در فوتبال را از سنین پایین آغاز کرد و نخستین گام‌هایش را در باشگاه زنان گیسویل، واقع در کانتون اوبوالدن، یکی از نواحی مرکزی کشور سوئیس، برداشت. او که از همان ابتدا استعداد بالایی در بازی فوتبال نشان می‌داد، در مارس سال ۲۰۰۹ به باشگاه فوتبال ساکسلن (Sachseln) پیوست. تنها چند ماه بعد، در سپتامبر همان سال، برای ارتقای سطح بازی و روبه‌رو شدن با چالش‌های جدی‌تر، به باشگاه SC کریِنس (Kriens) منتقل شد. پس از آن نیز مدتی در تیم SC اِمن یونایتد (Emmen United) بازی کرد که این دوران برای او فرصتی بود تا مهارت‌های فنی خود را تقویت کند و تجربهٔ ارزشمندی در رده‌های پایه به دست آورد.
در سال ۲۰۱۲، وی نخستین گام حرفه‌ای خود را با بازگشت به باشگاه SC کریِنس برداشت و به‌طور رسمی وارد فوتبال حرفه‌ای شد. در ادامه، و در سال ۲۰۱۳، باشگاه معتبر و قدرتمند سوئیسی بی‌اس‌سی یانگ بویز با او قرارداد امضا کرد. حضور در این باشگاه نه‌تنها باعث افزایش شهرت وی در فوتبال زنان سوئیس شد، بلکه فرصتی بود تا با شرکت در رقابت‌های سطح بالاتر، توانایی‌های بیشتری از خود نشان دهد.
در فصل ۱۸–۲۰۱۷، ویویلا کالیگاریس با هدف تجربه کردن فوتبال در سطح بین‌المللی، به باشگاه فوتبال زنان اتلتیکو مادرید در لیگا اف اسپانیا پیوست، که لیگ برتر فوتبال زنان این کشور است. انتقال به این تیم، یکی از مهم‌ترین نقاط عطف در دوران حرفه‌ای او به‌شمار می‌رود و به او امکان داد تا با بازیکنان سطح بالا و در فضای حرفه‌ای‌تری به رقابت بپردازد.
در ۲۹ ژوئن ۲۰۲۳، باشگاه فوتبال زنان پاری سن ژرمن اعلام کرد که با ویویلا کالیگاریس قراردادی دو ساله تا ژوئن ۲۰۲۵ به امضا رسانده است. این انتقال او را به یکی از معدود بازیکنان سوئیسی تبدیل کرد که در بالاترین سطح فوتبال باشگاهی زنان فرانسه بازی می‌کنند.
در ۱۵ ژانویه ۲۰۲۴، کالیگاریس به‌صورت قرضی به باشگاه فوتبال زنان یوونتوس، یکی از باشگاه‌های مطرح ایتالیا، پیوست و تا پایان فصل برای این تیم بازی کرد. عملکرد درخشان او در این تیم باعث شد که در تاریخ ۷ ژوئیه ۲۰۲۴، یوونتوس اعلام کند که کالیگاریس را با قراردادی دائمی تا ژوئن ۲۰۲۶ به خدمت گرفته است.

## دوران ملی
ویویلا کالیگاریس در رده ملی نیز حضوری چشمگیر داشته است. او در رده زیر ۱۷ سال با تیم ملی سوئیس در رقابت‌های مقدماتی قهرمانی زیر ۱۷ سال زنان اروپا ۲۰۱۳ شرکت کرد. با وجود عملکرد فردی چشمگیر و به ثمر رساندن ۹ گل در ۶ مسابقه، تیم موفق به صعود به مرحله نهایی نشد.
در رده زیر ۱۹ سال نیز در مراحل انتخابی قهرمانی زیر ۱۹ سال زنان اروپا ۲۰۱۴ و ۲۰۱۵ به میدان رفت، اما تیم ملی سوئیس در هیچ‌یک از این دوره‌ها موفق به راه‌یابی به مرحله نهایی نشد. با این حال، حضور او در ترکیب این تیم‌ها به رشد و پیشرفت وی در سطح ملی کمک شایانی کرد.
در مارس ۲۰۱۶، او برای نخستین بار در تیم ملی بزرگسالان سوئیس بازی کرد و در دو مسابقه دوستانه برابر ایالات متحده به میدان رفت. این مسابقات نخستین تجربه رسمی او در سطح بین‌المللی بزرگسالان بود و آغاز راهی جدید در دوران ملی‌اش را رقم زد.
در سوم ژوئیه ۲۰۱۷، کالیگاریس به لیست نهایی تیم ملی برای شرکت در یورو زنان ۲۰۱۷ دعوت شد. در این رقابت‌ها، او در دیدار برابر فرانسه به میدان رفت و در دقیقه ۶۵ جانشین مارتینا موزر شد.
در تاریخ ۲۴ نوامبر ۲۰۱۷، در جریان دیداری از مرحله مقدماتی جام جهانی فوتبال زنان ۲۰۱۹، ویویلا کالیگاریس در مقابل بلاروس نخستین گل ملی خود را به ثمر رساند و نقش مهمی در پیروزی ۳–۰ تیم سوئیس ایفا کرد.